# 사염화 탄소
사염화 탄소(Carbon tetrachloride)는 탄소와 염소로 이루어진 화합물이다. 분자식은 CCl4이다. 상온에서 액체 상태로 존재하고 분자량이 큰 편이며, 인화성은 없으나 독성이 강하다.

## 성질
상온에서는 비교적 무거운 무색의 인화성이 없는 액체 상태로 존재한다. 녹는점은 -22.86°C, 끓는점은 76.679°C이며 비중은 25°C에서 1.588이다. 증기의 비중은 공기를 1로 할 때 5.32이다. 임계 온도는 283.2°C, 임계 압력은 661atm이다. 100g의 물에 0.08g이 녹는다. 증기의 농도가 80ppm이 넘을 경우 냄새를 느낄 수 있다.
물이 포함되어 있지 않은 사염화 탄소는 알루미늄을 제외한 금속을 부식시키는 능력이 없으나 물이 포함되어 있을 경우 사염화 탄소가 가수분해되어 철, 구리, 니켈 등의 금속을 부식시킬 수 있는 능력이 생긴다. 사염화 탄소는 무극성 분자이다.

## 제법
사염화 탄소는 1839년에 처음으로 합성되었는데, 이때는 클로로포름을 염소화하여 만들어졌다. 이후 1893년에 이황화 탄소를 사용하여 사염화 탄소를 만드는 방법이 개발되었다. 반응식은 다음과 같다.
3 C + 6 S → 3 CS2
2 CS2 + 6 Cl2 → 2 CCl4 + 2 S2Cl2
CS2 + 2 S2Cl2 → CCl4 + 6 S
최근에는 메테인을 염소화하는 방법을 많이 사용한다. 메테인과 염소를 반응시키면 사염화 탄소를 클로로메테인, 디클로로메테인, 클로로폼과 얻을 수 있다. 이 반응은 액체상, 35°C에서 자외선을 촉매로 하여 진행된다. 촉매 없이도 475°C에서 반응이 진행된다.

## 용도
1900년대 초에는 사염화 탄소가 드라이클리닝의 용제, 곡물의 훈증약, 소화제, 방부제 등으로 사용되었으나 지금은 독성이 약한 다른 염화 탄화수소로 교체되었다. 현재 사염화 탄소는 CCl2F2 등의 클로로플루오로탄소를 생성하는 데에 많이 사용된다. 반응식의 예는 다음과 같다.
2 CCl4 + 3 HF → CCl2F2 + CCl3F + 3 HCl

## 위험성
사염화 탄소는 인화성은 없지만 독성이 아주 강하기 때문에 취급에 주의를 요한다. 간과 신장에 손상을 줄 수 있으며, 암의 발생확률을 증가시킬 수 있다. 돌연변이원으로 작용하기도 한다.
섭취 시 증상은 흡입 시와 증상이 비슷하다. 흡입 시 단시간 동안 흡입할 경우 두통, 어지러움, 기도의 자극이 일어날 수 있다. 사염화 탄소는 중추신경억제제로 작용하므로 고농도에 노출될 경우 의식을 잃을 수 있다. 지속적으로 접촉할 경우 간에 손상을 줄 수 있으며 장기간으로 노출될 경우 암을 유발할 수 있다. 생식기관에 안 좋은 영향을 주며 돌연변이원으로 작용한다.
피부와 접촉할 경우 피부에 약간의 자극이 있을 수 있다. 오랜 시간 동안 접촉할 경우 피부의 지방질이 제거되어 피부염이 발생할 수 있다. 피부를 통해서 해를 끼칠 수 있을 만큼의 양이 흡수될 수 있다.
눈에 접촉할 경우 눈에 약간의 자극이 있을 수 있다.